# Entre Rios de Minas
Entre Rios de Minas is een gemeente in de Braziliaanse deelstaat Minas Gerais. De gemeente telt 14.548 inwoners (schatting 2009).